# Hans Bauer (Fußballspieler, 1929)
Hans Bauer (* 5. August 1929; † 20. Dezember 2011) war ein  deutscher Fußballspieler der SpVgg Fürth, welcher zumeist im WM-System als rechter Verteidiger in der damals erstklassigen Fußball-Oberliga Süd  von 1950 bis 1963 insgesamt in 13 Runden 314 Ligaspiele mit 28 Toren für die Grün-Weißen aus Mittelfranken absolviert hat. Nach dem Debütjahr der neuen Fußball-Regionalliga Süd, 1963/64, beendete Bauer mit weiteren 19 Ligaeinsätzen (zwei Tore) für die „Kleeblatt-Elf“ im Sommer 1964 seine höherklassige Spielerlaufbahn.

## Laufbahn
Bis zur Runde 1949/50 hatte Hans Bauer bei der SpVgg Jahn Forchheim, bei den Schwarz-Weiß-Blauen vom Sportplatz an der Jahnhalle, im oberfränkischen Amateurfußball dem Ball nachgejagt. Zur Saison 1950/51 wechselte er zum süddeutschen Titelverteidiger SpVgg Fürth in die Oberliga Süd. Im Team von Trainer Helmut Schneider debütierte der Spieler aus Forchheim am 1. Oktober 1950 bei einem 3:0-Heimerfolg gegen SSV Reutlingen auf Halbrechts in der Oberliga. An der Seite von Stammspielern wie Horst Hoffmann, Adolf Knoll, Richard Gottinger, Horst Schade, Hans Nöth, Max Appis, Paul Vorläufer, Herbert Erhardt, Hans Plawky, Kurt Helbig und Karl Mai errang der Neuzugang mit 22 Ligaeinsätzen und sechs Toren die Vizemeisterschaft für Fürth und zog damit in die Endrunde um die deutsche Fußballmeisterschaft ein. In die Endrunde startete der Vizemeister der Oberliga Süd am 6. Mai 1951 mit einem Auswärtsspiel gegen die Walter-Elf vom 1. FC Kaiserslautern. Das Spiel fand vor 65.000 Zuschauern im Südweststadion in Ludwigshafen statt. Gemeinsam mit Rechtsaußen Hoffmann bildete Bauer den rechten Flügel, Mittelstürmer und Torjäger Schade, Spielmacher Appis auf Halblinks und Linksaußen Nöth vervollständigten den Angriff. Der junge Horst Eckel auf Rechtsaußen rettete für die Lauterer mit seinem zweiten Treffer in der 71. Minute das 2:2 Remis. Sein zweiter Endrundeneinsatz fand im Rückspiel gegen den Südwestmeister am 3. Juni vor 28.000 Zuschauern im Ronhof statt. Jetzt setzten sich aber die „Roten Teufel“ vom Betzenberg mit 3:1 durch. Im letzten Gruppenspiel am 10. Juni beim FC St. Pauli lief Bauer bei einer 0:1-Niederlage zum dritten Mal für Fürth in der Endrunde auf. Mit 4:8 Punkten belegten die Grün-Weißen den dritten Rang und Gruppensieger Kaiserslautern gewann das Endspiel um die deutsche Meisterschaft am 30. Juni mit 2:1 gegen Preußen Münster.
In den folgenden zwei Jahren tat sich Bauer unter den Schneider-Nachfolgern Ferdinand Fabra (1951/52) und Hans Krauß (1952/53) schwer, er gehörte nicht mehr zum engen Kreis der Stammbesetzung. Als Wilhelm Hahnemann das Traineramt ab der Saison 1953/54 übernahm, änderte sich das, der Mann aus Forchheim gehörte jetzt und wie auch in den folgenden Jahren, zum festen Bestandteil der Stammbesetzung. Vordere Ränge in der Tabelle erlebte der jetzt zumeist als rechter Verteidiger auflaufende Bauer aber erst wieder ab der Saison 1956/57, dem zweiten Trainerjahr von Hans Schmidt, als der sechste Rang erreicht wurde. Unter Jenö Csaknady glückte 1957/58 sogar eine Verbesserung auf den vierten Rang, mit drei Punkten Rückstand zu Meister Karlsruher SC und zwei Punkten hinter Vize 1. FC Nürnberg, sowie der punktgleichen Eintracht Frankfurt auf dem dritten Rang. Die Ära der erstklassigen Oberliga Süd beendete Bauer mit der Spielvereinigung mit dem neunten Rang nach der Saison 1962/63, wo er nochmals in 26 Ligaspielen unter Trainer Jenő Vincze aufgelaufen war. Der letzte Oberligaspieltag brachte für Fürth am 28. April 1963 beim FC Bayern München eine 0:1-Niederlage und die Einstimmung auf die Zweitklassigkeit ab der Saison 1963/64 in der Regionalliga Süd. Bauer beendete das Kapitel Oberliga Süd nach 13 Runden mit 314 Ligaeinsätzen und 28 Toren und gehört damit zu den führenden Spielern der Liga. In Fürth steht er hinter Richard Gottinger (347), Herbert Erhardt (335) auf dem dritten Rang, noch vor der Legende Max Appis mit 302 Einsätzen.
In die Regionalligarunde 1963/64 startete Fürth mit dem rechten Verteidiger Bauer am 4. August 1963 mit einem 3:3 gegen den SV Waldhof in Mannheim. Mit seinem 19. Rundeneinsatz (Zwei Tore) beendete der 34-Jährige am 28. März 1964 bei einem 2:0-Heimerfolg gegen Kickers Offenbach seine langjährige Spielerlaufbahn bei der SpVgg Fürth. Er ging in der 87. Minute verletzt vom Platz. Mitspieler in seiner letzten Runde bei der Spielvereinigung waren Spieler wie Torhüter Gyula Toth, die Defensivakteure Dieter Emmerling und Robert Ehrlinger, sowie die Angreifer Wolfgang Brzuske, Norbert Knopf, Werner Schneider, Erich Tauchmann und Ernst Perras gewesen.
Der Namensvetter von A-Nationalspieler Hans Bauer vom FC Bayern München, war am 6. Juni 1953 in Berlin in einem Testspiel einer DFB-Auswahl gegen die Stadtauswahl von Berlin (4:2) auf Halbrechts zum Einsatz gekommen; weitere Berufungen in DFB-Auswahlmannschaften kamen nicht mehr hinzu. Das spätere Ehrenmitglied der Spielvereinigung war beruflich als Stadtinspektor beschäftigt und übernahm zur Saison 1964/65 als Spielertrainer das Übungsleiteramt bei seinem Heimatverein Jahn Forchheim.